# Oscar Gálvez
Oscar Alfredo ”Aguilucho” Gálvez, född 17 augusti 1913 i Buenos Aires, död 16 december 1989 i samma stad var en argentinsk racerförare.
Gálvez var en framgångsrik förare på nationell nivå. Han kontrakterades av Maserati att köra Argentinas Grand Prix 1953, där han slutade femma.
Den nationella Grand Prix-banan i Buenos Aires döptes om till Autódromo Oscar Alfredo Gálvez till hans ära 1989, bara några månader före Gálvez död.

## F1-karriär
| Säsong | Stall/Tillverkare         | Poäng | Placering |
| ------ | ------------------------- | ----- | --------- |
| 1953   | Officine Alfieri Maserati | 2     | 14        |